# 泰勒·斯威夫特获奖与提名奖项列表
泰勒·斯威夫特共获得了14项格莱美奖（包括4项年度专辑年度专辑——艺人中获奖最多次数）、一项艾美奖、34项全美音乐奖（获奖最多的歌手）、25项《公告牌》音乐奖（获奖最多的女歌手）、55项吉尼斯世界纪录、12项乡村音乐协会奖（包括尖峰奖）、八项乡村音乐学院奖，以及两项全英音乐奖。作为一名词曲作家，她获得了纳什维尔词曲作家协会、词曲作家名人堂和国家音乐出版商协会的荣誉，并且是2015年《滚石》史上最伟大的百位词曲作家列表上最年轻的人。在2016年的第64届BMI奖上，斯威夫特是第一位获得以获奖者名字命名的奖项的女性。她的专辑《红》和《1989》出现在《滚石》2020年版的史上最伟大的五百张专辑列表中；2021年，〈空格〉的音乐视频被列入《滚石》杂志史上最伟大的百支音乐视频列表中，而歌曲〈回忆太清晰〉和〈空格〉则被列入其史上最伟大的五百首歌曲列表中。
从现有数据来看，斯威夫特在全球范围内积累了超过5000万张专辑销量、1.5亿张单曲销量，以及包括780亿次流媒体播放量在内的1.14亿张专辑单位销量。斯威夫特是本世纪以来在英国和爱尔兰拥有最多冠军专辑的女歌手，也是中国数字音乐平台上有史以来最畅销的歌手，收入达1.59亿元人民币。她是唯一一位在Spotify上一天内获得超过一亿次全球播放量的女歌手，2021年11月11日单日的播放量超过1.22亿次。斯威夫特以她的名誉体育场巡回演唱会（2018年）打破了有史以来收入最高的北美巡演的记录，并且是2010年代世界上巡回演唱会收入最高的女性艺人。她是《公告牌》全球二百强单曲榜上上榜歌曲最多以及同时上榜歌曲最多的歌手，分别有69首和31首。
在美国，截至2019年，斯威夫特已售出超过3,730万张专辑，同时《公告牌》将她排在有史以来最伟大艺人榜的第八位。她是在《公告牌》百强歌手榜上登顶时间最长的歌手（50周排名第一），是在《公告牌》二百强专辑榜上累积周数最多的独唱歌手（55周），是历史上在乡村专辑榜上夺冠周数最多的女歌手（98周）和《公告牌》百强单曲榜上入榜歌曲最多的女歌手（165首），也是数字歌曲榜上夺冠最多的歌手（23首）。她是美国数字单曲销量认证第二高的女歌手（所有歌手中排名第三），经美国唱片业协会（RIAA）认证的总销量为1.34亿首，也是第一位同时拥有专辑（《放手去爱》）和歌曲（〈统统甩掉〉）钻石认证的女性艺人。2021年，在美国售出的每五十张专辑中就有一张是斯威夫特的，她成为第一位拥有五张专辑——《1989》、《泰勒·斯威夫特》、《放手去爱》、《红》和《名誉》——在《公告牌》二百强专辑榜上入榜超过150周的女歌手。
斯威夫特出现在各大影响力榜单中。《时代》在2010年、2015年和2019年将她列入其年度百位最有影响力的人物名单。她作为“打破沉默者”之一公开谈论性侵犯，被评为2017年《时代》年度风云人物。从2011年到2020年，斯威夫特出现在《福布斯》音乐界收入最高的女性列表前三名，并在2016年和2019年排名第一。2014年，她被列入《福布斯》音乐类30位30岁以下精英榜列表，2017年再次被列入“全明星校友”列表。2015年，斯威夫特成为入选《福布斯》世界百名权威女性列表中最年轻的女性，排名第64位。2019年，她是Google搜索量最多的女性音乐人。